# Dasyus variabilis
Dasyus variabilis är en skalbaggsart som beskrevs av Moser 1918. Dasyus variabilis ingår i släktet Dasyus och familjen Melolonthidae. Inga underarter finns listade i Catalogue of Life.